# Покрово-Покрівонько…
«Покрово-Покрівонько…» — український ляльковий фільм 1997 року студії Укранімафільм, режисер — Анатолій Трифонов.

## Сюжет
Жили собі на хуторі дівчина Ганнуся та її молодший брат Андрійко, матір яких забрала Орда в неволю, а батько, що вирушив її визволяти, пропав і сам. До Ганнусі залицяється козак Степан, однак вона дала слово одружитись лише після повернення батьків. Та всі троє опиняються в небезпеці, бо їх переслідує чорт, якого вигнав з пекла сам Сатана, наказавши занапастити щонайменше одну людську душу. І захистити їх може лише козацька шабля та Пресвята Покрова.

Степан та Ганнуся з образом Пресвятої Покрови

## Над фільмом працювали
- Автори сценарію: Анатолій Трифонов, Богдан Дяценко;
- Кінорежисер: Анатолій Трифонов;
- Художники-постановники: Мирослава Лашкевич, Сергій Мельниченко;
- Кінооператори: Олександр Ніколаєнко, Микола Каратюк (у титрах М. Коротюк);
- Композитор: Володимир Губа;
- Звукооператор: Юрій Нечеса (у титрах Ю. Нечоса);
- Аніматори: Жан Таран, Анатолій Трифонов;
- Художники: Анатолій Радченко, Олег Педан, В. Яковенко, І. Киреєв, Вадим Гахун;
- Асистент режисера: Ада Лапчинська;
- Монтаж: Лідія Мокроусова (у титрах Л. Макроусової);
- Редактор: Світлана Куценко;
- Директор знімальної групи: В'ячеслав Кілінський (у титрах В. Килинський).

### Текст читає:
- Богдан Бенюк (у титрах не вказаний).